# Coupe Davis 1902
Navigation
Édition précédente Édition suivante
La Coupe Davis 1902 est la deuxième du nom. 
Reprise après une interruption d'une année.
L'épreuve masculine a eu lieu Crescent Athletic Club, Brooklyn, New York du 6 au 8 août
Deuxième victoire consécutive pour les États-Unis.
 États-Unis -  Royaume-Uni 3-2
- 1 Reginald Frank Doherty (gbr)(V) - William Larned (États-Unis) 2-6 3-6 6-3 6-4 6-4
- 2 Malcolm Whitman (États-Unis)(V) - Joshua Pim (gbr) 6-1 6-1 1-6 6-0
- 3 Reginald Frank Doherty(gbr), Hugh Lawrence Doherty(gbr) (V)-- Dwight Davis(États-Unis), Holcombe Ward(États-Unis) 3-6 10-8 6-3 6-4
- 4 William Larned (États-Unis)(V) - Joshua Pim (gbr) 6-3 6-2 6-3
- 5 Malcolm Whitman (États-Unis) (V)- Reginald Frank Doherty (gbr) 6-1 7-5 6-4